# Lenguas lalofa
Las lenguas lafofa o tegem-amira son un grupo de lenguas Níger-Congo habladas en el Kordofán en los montes Nuba de Sudán (por lo que geográficamente son parte de las lenguas kordofanas).
Blench (2010) considera al tegem y el amira como dos lenguas diferentes, otros autores previamente los habían considerado como dialectos de una misma lengua (que a veces se denominó lalofa). Ambas lenguas están mal documentadas por lo que un trabajo de campo riguroso podría descubrir otras variedades o lenguas además de estas dos.
Durante mucho tiempo, siguiendo a Greenberg (1950), se clasificó a las lenguas lalofa como una lengua talodi divergente, pero Blench argumenta que las lenguas lalofa deben ser consideradas una rama diferente dentro de las lenguas Níger-Congo, como las lenguas ijoides  y otras, y de hecho no ve una especial cercanía con las otras lenguas kordofanas.Glottolog considera al lalofa como una lengua aislada.
A diferencia de las vecinas lenguas talodi-heiban que tienen orden SVO, las lenguas lafofa tienen orden SOV.